# Les Ruines
Pour plus de détails, voir Fiche technique et Distribution.
Les Ruines (The Ruins) est un film d'horreur américain réalisé par Carter Smith, sorti en 2008. Il s'agit d'une adaptation du roman éponyme Les Ruines (en) de Scott Smith.

## Synopsis
Une bande d'amis s'aventure dans la jungle mexicaine et tombe sur les vestiges d'un ancien temple Maya. Ils seront témoins d'étranges phénomènes...

## Fiche technique
Sauf indication contraire, les informations mentionnées dans cette section peuvent être confirmées par les bases de données cinématographiques IMDb et Allociné,  présentes dans la section « Liens externes ».
- Titre original : The Ruins
- Titre français : Les Ruines
- Réalisation : Carter Smith
- Scénario : Scott B. Smith, d'après son roman Les Ruines (en) (publié aux Etats-Unis en juillet 2006[1])
- Musique : Graeme Revell
- Direction artistique : Brian Edmonds, Michelle McGahey et John Wingrove
- Décors : Grant Major
- Costumes : Lizzy Gardiner
- Photographie : Darius Khondji
- Son : Beau Borders, Dorian Cheah, John Marquis, Sean McCormack, Kevin O'Connell
- Montage : Jeff Betancourt
- Production : Chris Bender, Stuart Cornfeld et Jeremy Kramer
  - Production déléguée : Gary Barber, Roger Birnbaum, Trish Hofmann et Ben Stiller
- Sociétés de production :
  - États-Unis : Red Hour Films, avec BenderSpink (en) (non crédité), présenté par Dreamworks Pictures et Spyglass Entertainment
  - Allemagne : en association avec Internationale Filmproduktion Prometheus
  - Australie : réalisé avec l'aide de la commission du film et de la télévision du Pacifique
- Sociétés de distribution : Paramount Pictures (États-Unis, Australie, Québec) ; Paramount Pictures France (France)[2],[3]; Universal Pictures International (Allemagne, Belgique, Suisse)[3]
- Budget : 25 millions USD[4]
- Pays de production :  États-Unis[5],[N 1]
- Langues originales : anglais, maya, espagnol, grec, allemand
- Format : couleur — 35 mm — 2,39:1 (Panavision) — son Dolby Digital / SDDS / DTS
- Genre : épouvante-horreur, thriller, aventure
- Durée : 90 minutes ; 93 minutes (version non censurée)
- Dates de sortie[6] :
  - États-Unis, Québec : 4 avril 2008[7]
  - Belgique : 16 avril 2008[8]
  - France : 11 juin 2008[9]
  - Allemagne : 26 juin 2008
  - Australie : 7 août 2008
- Classification[10] :
  - États-Unis : les enfants de moins de 17 ans doivent être accompagnés d'un adulte (R – Restricted)[N 2]
  - Allemagne : interdit aux moins de 16 ans (FSK 16)
  - Australie (version sensurée) : les enfants de moins de 15 ans doivent être accompagnés d'un adulte  (MA 15+ - Mature Accompanied under 15)
  - Australie (version non sensurée) : interdit aux moins de 18 ans (R 18+ - Restricted)
  - France : interdit aux moins de 12 ans[11],[N 3]
  - Belgique : potentiellement préjudiciable jusqu'à 16 ans (KNT/ENA : Kinderen Niet Toegelaten  / Enfants Non Admis)[8],[12],[N 4]
  - Québec : 13 ans et plus (horreur) (13+ / 13 years and over)[7]

## Distribution
- Jena Malone (VF : Sylvie Jacob) : Amy
- Jonathan Tucker (VF : Pascal Grull) : Jeff Dean McIntyre
- Shawn Ashmore (VF : Damien Ferrette) : Eric
- Laura Ramsey (VF : Cécile D'Orlando) : Stacy
- Joe Anderson (VF : Cédric Dumond) : Mathias
- Dimitri Baveas (VF : Theodosis Theodosiou) : Dimitri
- Jesse Ramirez : archer maya
- Balder Moreno : cavalier maya
- Patricio Almeida Rodriguez : taxi
- Mario Jurado : archer maya
- Nathan Vega : garçon maya

## Nominations
- Fright Meter Awards 2008 :
  - Meilleur actrice pour Jena Malone
  - Meilleure actrice dans un second rôle pour Laura Ramsey
  - Meilleur réalisateur pour Carter Smith
- Golden Schmoes Awards 2008 : meilleur film d'horreur de l'année
- Golden Trailer Awards 2008 : meilleure affiche de film d'horreur
- Scream Awards 2008 : meilleur film d'horreur
- Fangoria Chainsaw Awards 2009 : meilleur film à large diffusion

## Éditions en vidéo
- En France, le film Les Ruines est sorti en DVD le 11 décembre 2008[14] et en VOD le 15 juin 2022[9].
- Au Québec, le film est sorti en DVD le 8 juillet 2008[7].